# Veltheimia capensis
Veltheimia capensis là một loài thực vật có hoa trong họ Măng tây. Loài này được (L.) DC. miêu tả khoa học đầu tiên năm 1807.

## Hình ảnh

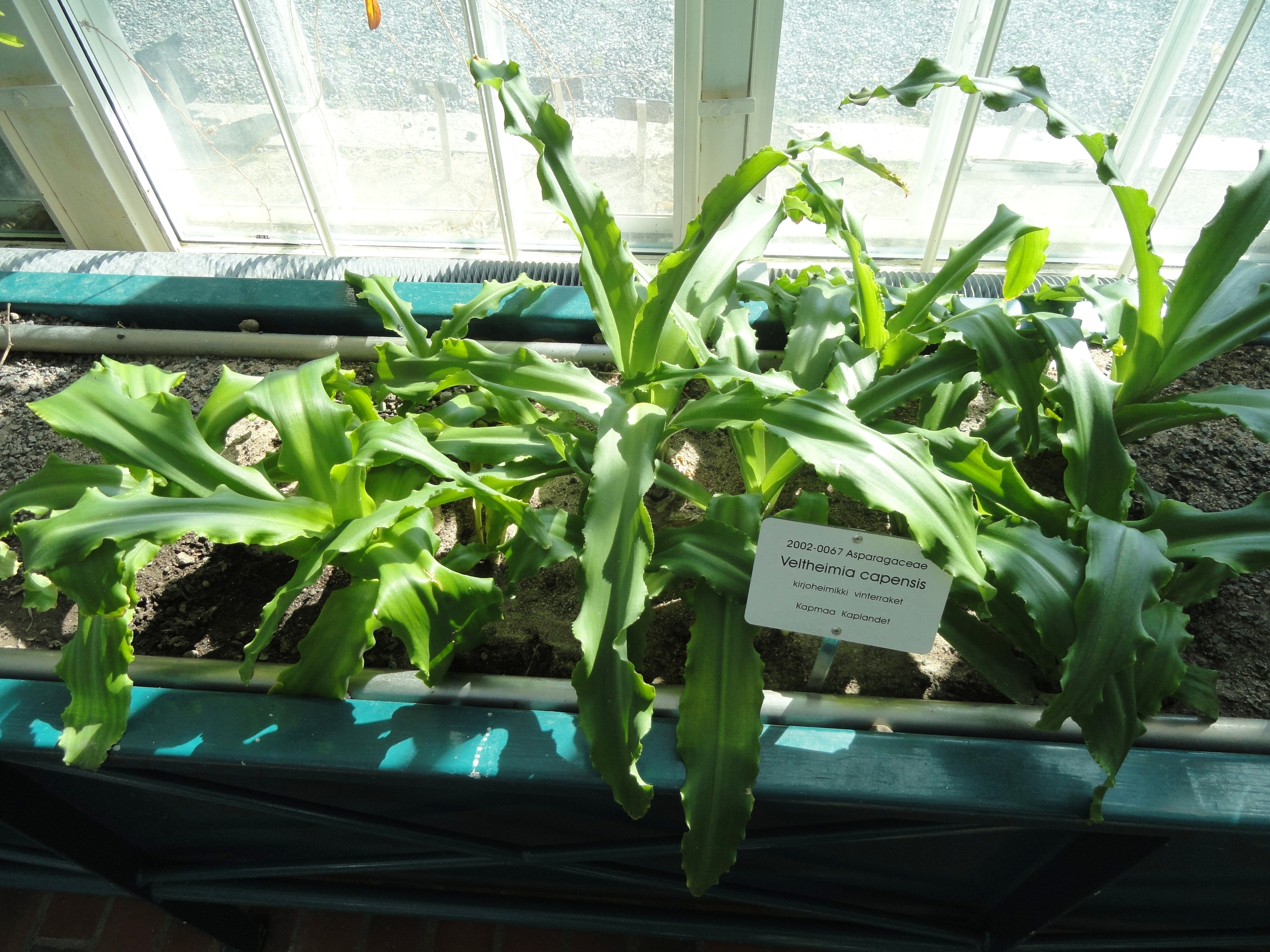
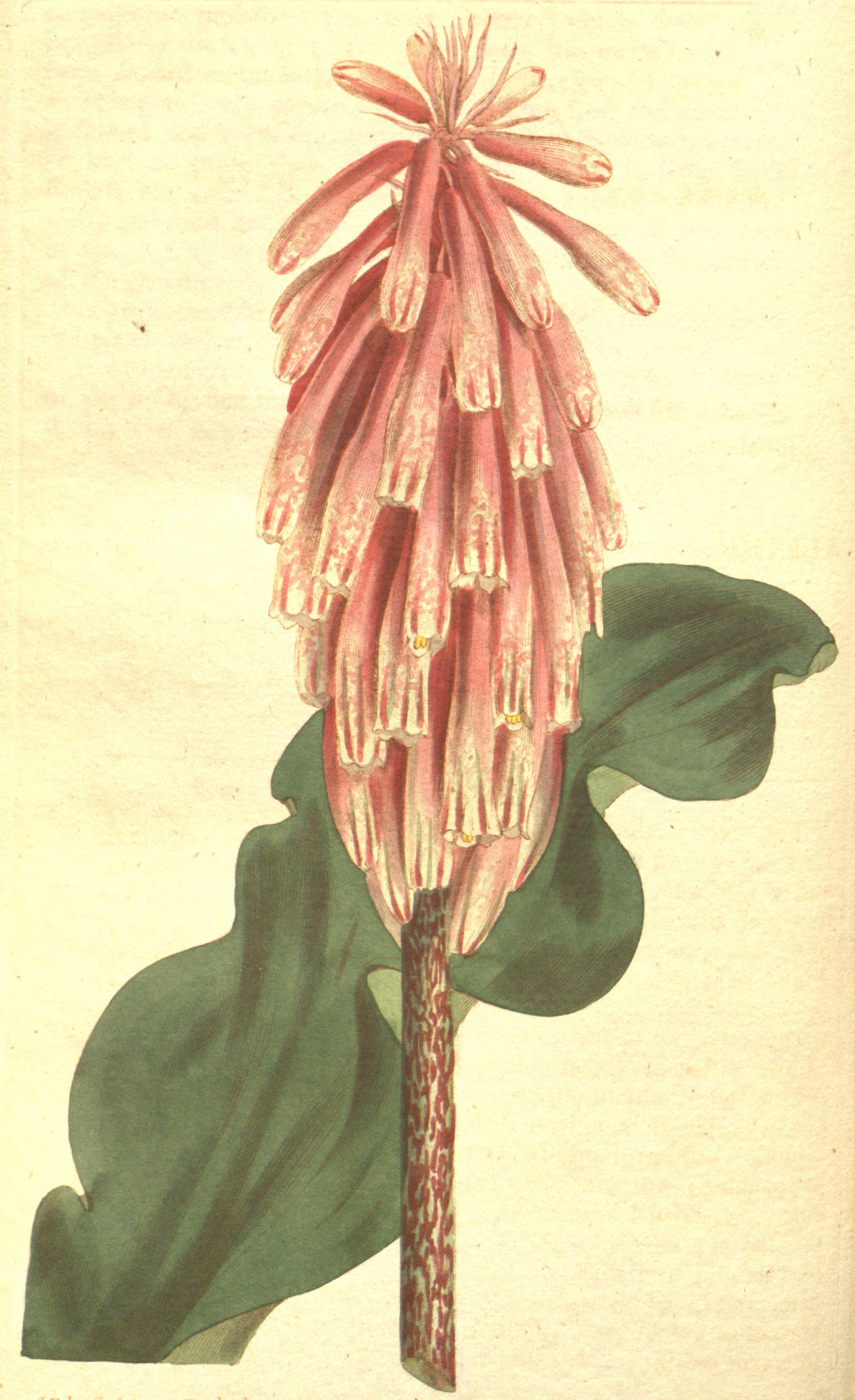
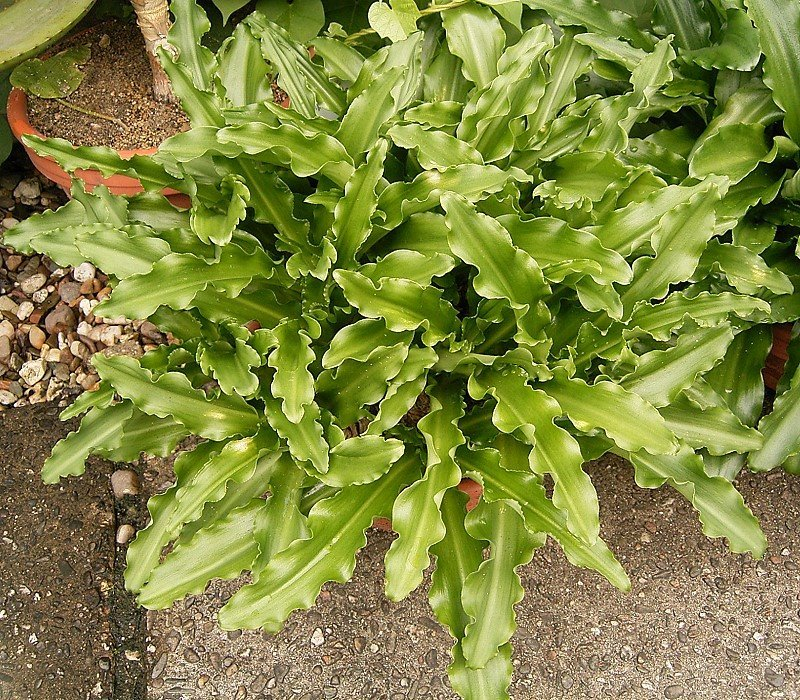
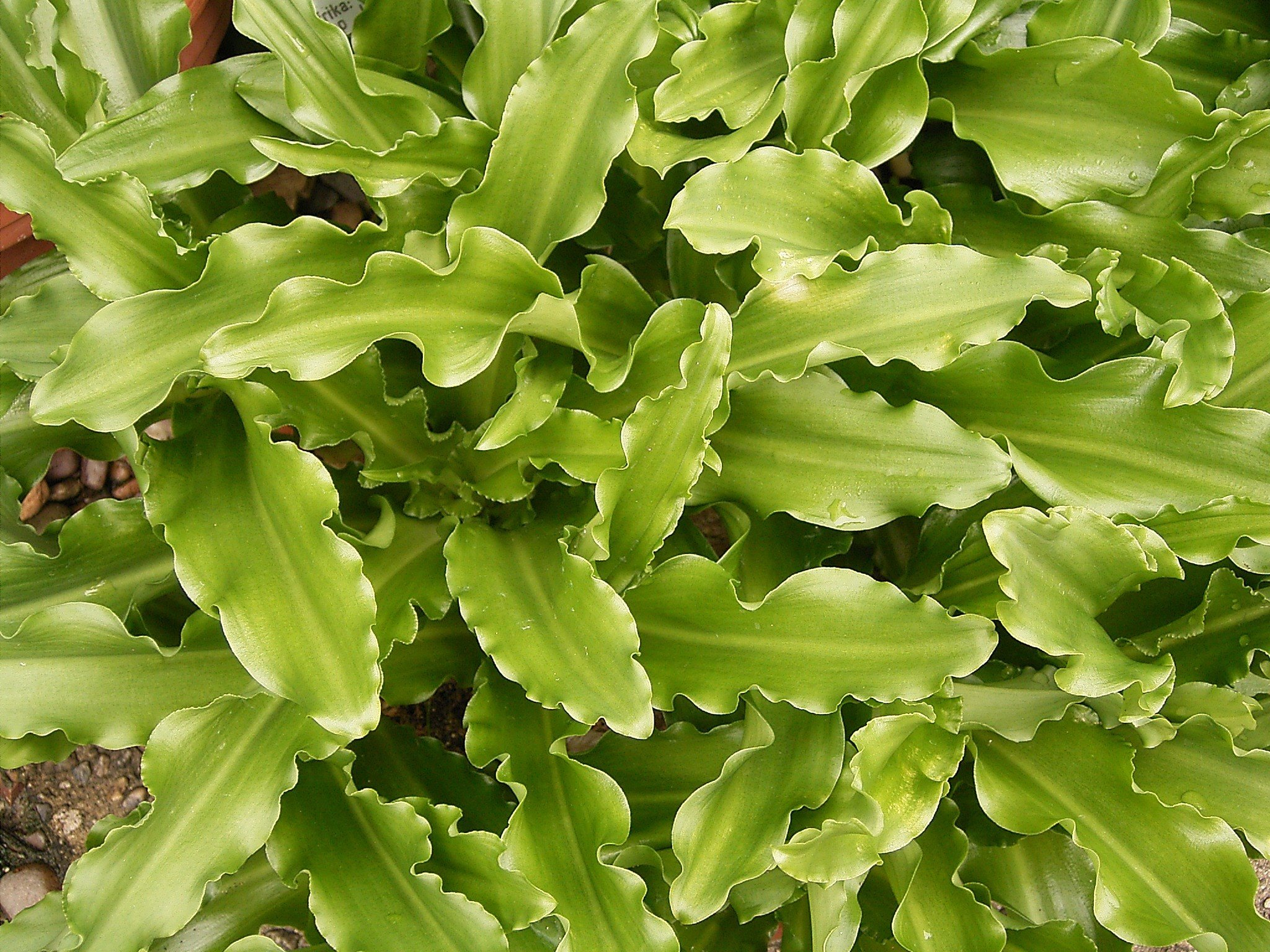